# David Navarro Yudes
David Fernando Navarro Yudes (Badalona, 23 d'octubre de 1996), més conegut artísticament com David Yudes, és un ballarí català, centrat en la dansa clàssica i que actualment és solista al Royal Ballet de Londres. Ha estat reconegut i ha obtingut nombrosos premis en certàmens de dansa a nivell internacional.

## Biografia
Es dedica a la dansa des de la seva infantesa. Amb 4 anys, per pròpia iniciativa, va començar a aprendre a l'escola de la seva mare, Marisa Yudes. Amb nou anys va aconseguir el seu primer premi en el concurs internacional de dansa d'Orel (Rússia).
A 12 anys, va guanyar el concurs Anaprode, el qual ja havia guanyat el 2007 i el 2008, per la qual cosa va poder participar per invitació al concurs internacional de dansa de Biarritz, on igualment aconseguí el primer premi per unanimitat del jurat. Després va aconseguir el primer premi al Dance People International i, finalment, el mateix any, va obtenir una beca d'estiu per a estudiar a l'English National Ballet en proclamar-se guanyador del concurs de dansa de Riba-roja de Túria, després va tenir previst incorporar-se a la residència escola del ballarí Ángel Corella a Segòvia. Als 13 anys, va guanyar la beca del Youth American Grand Prix per entrar a l'Académie Princesse Grace de Montecarlo (Mònaco), dirigida per Luca Masala, on hi ha treballat durant quatre anys i enguany hi acabarà els seus estudis.
L'1 de febrer de 2014 va obtenir el premi del públic i una beca OAK Foundation al Premi de Lausanne, a Suïssa, i a l'abril la medalla de bronze i el premi al millor arista reconegut al Youth American Grand Prix de Nova York. Gràcies a la beca del premi de Lausanne entrà a la companyia The Royal Ballet de Londres. Passà de ser artista el 2015, va ser promogut a primer artista el 2017 i des del 2019 n'és solista, el més jove de la companyia britànica.
El 2018 va participar en la producció d'El llac dels cignes, sota la direcció de Liam Scarlett, al Teatre Reial de Madrid. A causa de la pandèmia de COVID-19, va poder protagonitzar El Trencanous (2021) amb el Ballet de Barcelona a Figueres com a artista convidat. L'octubre del mateix any, juntament amb el granollerí Salvador Martínez, va ser un dels impulsors de l'Associació Internacional de Ballarins de Catalunya, per tal de promoure la dansa al territori, de la qual n'ha esdevingut president.
El setembre de 2023 va demanar una excedència a The Royal Ballet per tornar a Badalona i dur a terme nous projectes, entre els quals assumir la direcció artística de l'escola de dansa de la seva mare, on també exerceix de professor, a més de tenir previst ballar en algun espectacle mentre romangui a Catalunya.

## Reconeixements
El maig de 2014, l'Ajuntament de Badalona va oferir una recepció i va reconèixer la trajectòria de Navarro en la seva tornada temporal a Badalona després del Premi de Lausanne. Aquell mes també va rebre el premi al badaloní de l'any.